# جون ديك (لاعب اتحاد الرغبي)
جون ديك (بالإنجليزية: John Dick)‏ هو لاعب اتحاد الرغبي نيوزيلندي، ولد في 3 أكتوبر 1912 في أوكلاند في نيوزيلندا، وتوفي في 29 مارس 2002.